# Kneedmachine
Een kneedmachine is een zowel in het huishouden als in professionele bakkerijen veelgebruikt apparaat om aan pasta-achtige substanties zoals deeg een bepaalde vorm te geven. Met behulp van kneedmachines wordt onder meer brood en koek gemaakt.

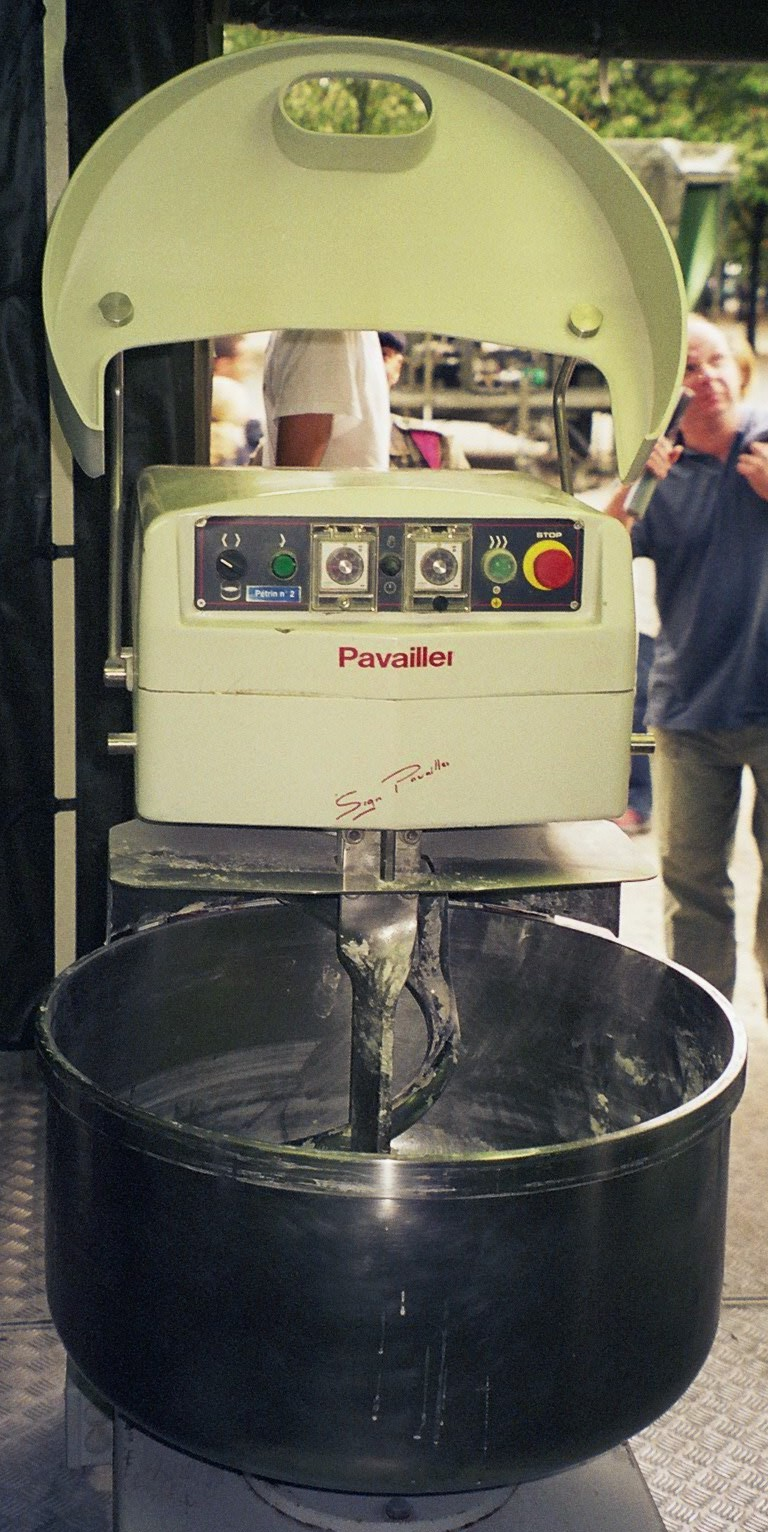
Machine voor handmatig kneden met een opslagcapaciteit van ca. 200 kg

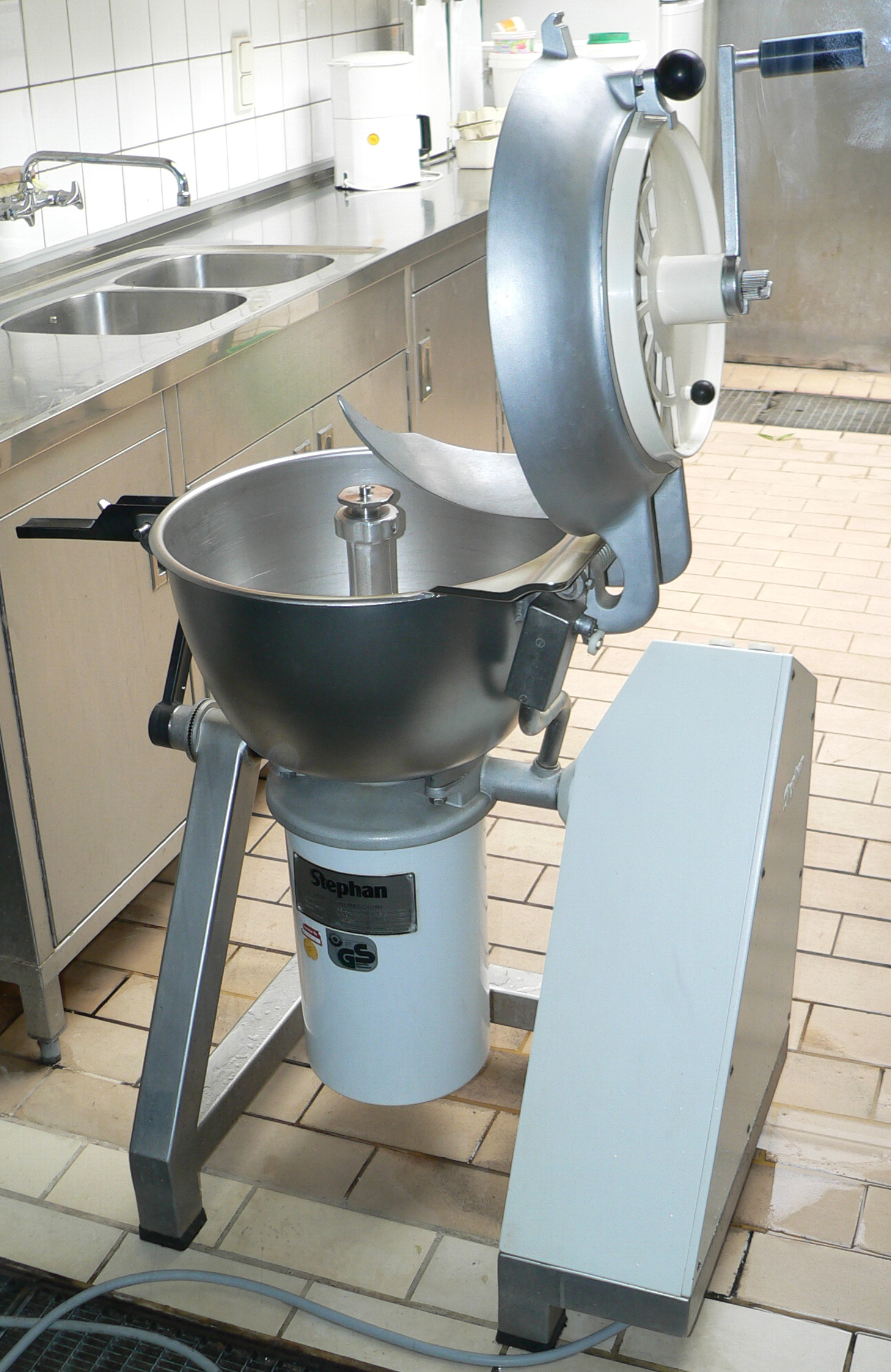
Snelkneder

Een kneedmachine die als keukenmachine wordt gebruikt heeft vaak in elkaar grijpende metalen armen en schroefvormige ronddraaiende messen met behulp waarvan de ingrediënten worden gemengd en gevormd. In professionele bakkerijen wordt gebruikgemaakt van speciale kneedmachines, die enkele honderden kilo's meel kunnen bevatten. Ze hebben een aandrijfmotor met instelbare snelheid, een veiligheidsdeksel, een schakelklok en een vermogen dat kan oplopen tot meer dan 10 kilowatt. De kneedmachine kan vaak met meerdere kuipen tegelijk werken, doordat de kuipen met behulp van een kneedhaak worden aan- en afgereden. 